# Breathe Slow
Breathe Slow è un brano musicale della cantante britannica Alesha Dixon, pubblicato come secondo singolo tratto dall'album The Alesha Show.

Il singolo è stato pubblicato ufficialmente il 9 febbraio 2009 nel Regno Unito mentre in Italia è uscito il 7 aprile dello stesso anno come Download Digitale e il 2 maggio nelle Radio.

È stato girato un video musicale del brano, in bianco e nero. Il singolo ha avuto un riscontro generalmente positivo da parte della critica, e rimane il singolo di maggior successo della cantante nel Regno Unito.

## Track listings
CD Singolo UK
1. "Breathe Slow" (Single Version) - 3:39
2. "Breathe Slow" (Piano Mix)

EP iTunes
1. "Breathe Slow" (Piano Mix)
2. "Breathe Slow" (Cahill Radio Edit) - 6:51
3. "Breathe Slow" (Blackout Entertainment Edit) [feat. Scottie B]

EP Digitale
1. "Breathe Slow" (Single Version)
2. "Breathe Slow" (Cahill Radio Edit)
3. "Breathe Slow" (Ali Payami Remix

## Posizioni nelle Classifiche
| Chart (2009)           | Posizione |
| ---------------------- | --------- |
| Irish Singles Chart    | 18        |
| Italian Singles Chart  | 37        |
| Official Singles Chart | 3         |